# La Maison (film, 2011)
Pour les articles homonymes, voir La Maison.
Pour plus de détails, voir Fiche technique et Distribution.
La Maison (russe : Дом, Dom) est un film d'action russe réalisé par Oleg Pogodine et sorti en 2011.

## Synopsis
Dans une grande maison au milieu des steppes du Don vit la famille Chamanov agitée. Dans cette famille, tout le monde est en conflit. Et soudain, le fils aîné Victor, après 25 ans d'absence, revient à la maison, sans même se douter qu'une équipe de tueurs professionnels le suit...

## Fiche technique
- Titre français : La Maison[1]
- Titre original russe : Дом, Dom[2]
- Réalisation : Oleg Pogodine
- Scénario : Oleg Pogodine
- Photographie : Antoine-Vivas Denisov
- Musique : Edouard Artemiev
- Décors : Sergueï Aguine
- Production : Sergueï Selianov (ru)
- Sociétés de production : Central Partnership, CTB, Fonds du cinéma russe (ru)
- Pays de production :  Russie
- Langues originales : russe
- Format : Couleurs
- Genre : film d'action
- Durée : 127 minutes
- Dates de sortie :
  - Russie : 3 novembre 2011

## Distribution
- Sergueï Garmach : Viktor Chamanov
- Bohdan Stoupka : Grigori Ivanovitch Chamanov,
- Larissa Malevannaïa (ru) : Nadejda Petrovna
- Igor Savotchkine : Dmitri Chamanov